# نور شیراکان

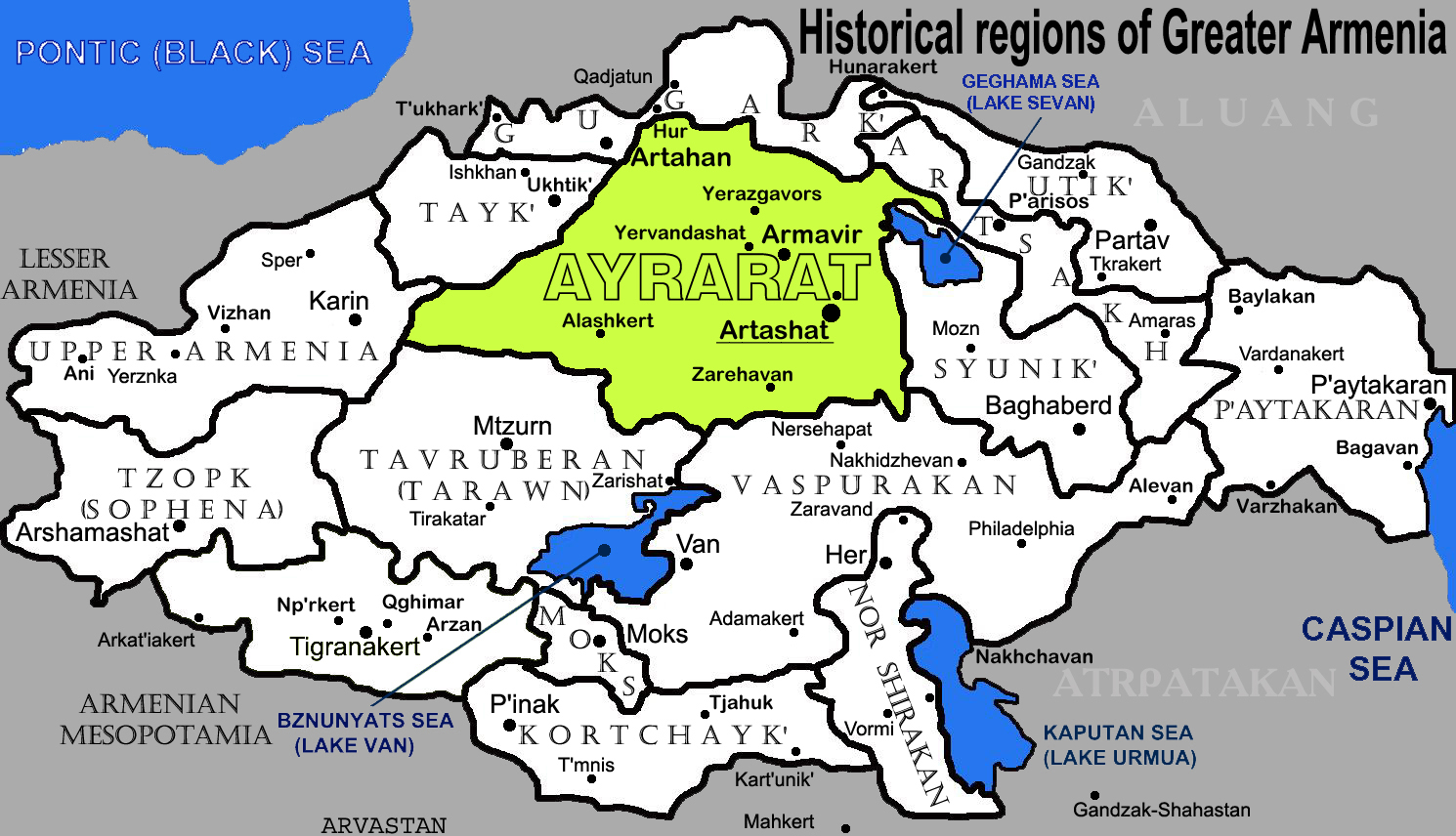
موقعیت نور شیراکان و پانزده ایالت ارمنستان بزرگ

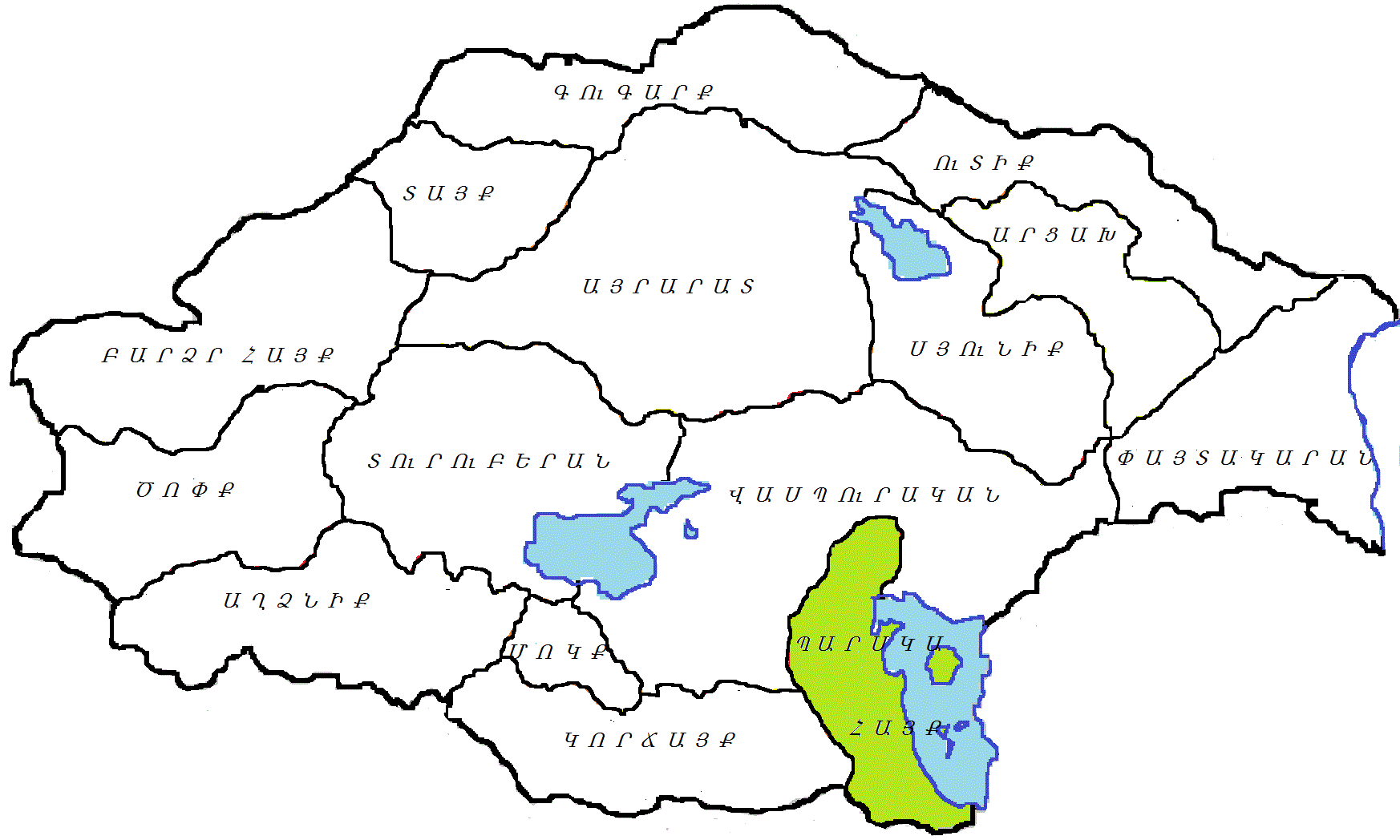
نور شیراکان, پارسکاهایک

نور شیراکان (به زبان ارمنی Նոր Շիրական - به زبان لاتین Nor Shirakan یا پارسکاهایک به لاتین Parskahayk)، یکی از پانزده ایالت باستانی ارمنستان بزرگ از ۱۸۹ پیش از میلاد تا ۳۸۷ میلادی بود. نور شیراکان ساحل غربی دریاچه ارومیه بود.

## تاریخ
نور شیراکان شمال غرب ایران بود و هم‌مرز دو منطقه تاریخی به نام آدیابن و آتورپاتکان بوده است. ارمنستان بزرگ بین امپراتوری روم و ساسانیان در سال ۳۸۷ میلادی تقسیم شد.

## تقسیم‌بندی شهر
مساحت منطقه نور شیراکان ۱۱٬۰۱۰ کیلومتر مربع بوده و دارای ۹ استان بود.
- زارِواند-(سلماس)
- هِر-(خوی)
- آرِنا
- زاره آوان
- تامبر
- ترابی
- آیلی
- ماری
- آراسخ